# Antoine Bénézet
Pour les articles homonymes, voir Bénézet.
Antoine Bénézet, ou Anthony Benezet en anglais, né dans le Royaume de France le 31 janvier 1713 à Saint-Quentin dans l'actuel département de l'Aisne et mort le 3 mai 1784 à Philadelphie dans l'actuel État de la Pennsylvanie, est un enseignant, pédagogue, philanthrope et abolitionniste naturalisé britannique puis américain, figure majeure des quakers, et du mouvement abolitionniste aux États-Unis, il est à l'initiative de la création de la première société abolitionniste du monde la Society for Promoting the Abolition of Slavery, and for the Relief of Free Negroes en 1775 qui devient la Pennsylvania Abolition Society en 1784.

## Biographie

### Jeunesse et formation

#### Une famille persécutée
Antoine Bénézet est le second des 16 enfants de Jean-Étienne de Bénézet, et de Judith de la Megenelle, de riches négociants affiliés à un groupe de huguenots pacifistes « les Inspirés de la Vaunage » mouvement issu des camisards ayant renoncé à la résistance armée pour embrasser la résistance non-violente proche du pacifisme des quakers. Comme tous les huguenots, ils sont poursuivis depuis la promulgation de la révocation de l'Édit de Nantes en 1685. Menacés de saisie de leurs biens, ils ont du fuir le Royaume de France. Dans un premiers temps, ils passent la frontière en soudoyant les douaniers pour se réfugier à Rotterdam dans les Provinces-Unies en 1715, où de nombreux huguenots s'étaient réfugiés, ils y restent trois mois, pour ensuite émigrer à Londres où ils résident durant 16 ans et anglicisent leur nom en « Benezet » et Jean-Étienne devient « John Stephen » puis devient un négociant prospère,,,,,,,.

#### La période londonienne
Durant le séjour londonien de la famille Benezet, le jeune Anthony Benezet devient apprenti auprès d'un marchand et on suppose qu'il a fréquenté une école dirigée par des quakers à Wandsworth dans la banlieue de Londres. En revanche, on sait qu'il devient l'apprenti d'un quaker, négociant londonien, le négoce ne l'intéresse guère, Anthony Benezet s'intéresse plutôt à la foi de son maître d'apprentissage et il rejoint la communauté des quakers en 1727, à ses 14 ans,,,,.

#### Le départ pour la Province de Pennsylvanie

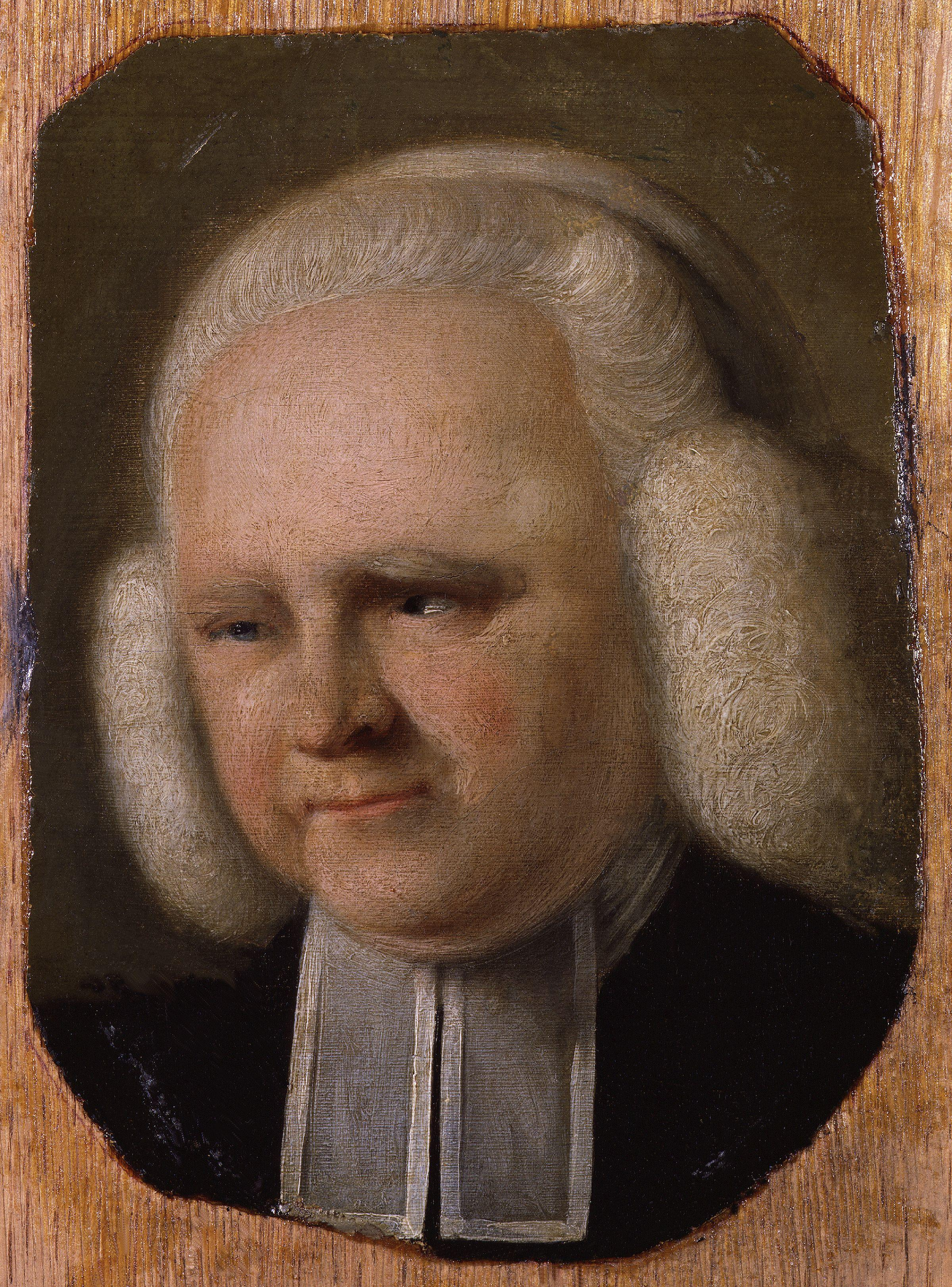
George Whitefield.

En 1731, la famille Benezet part pour Philadelphie, la City of Brotherly Love (« Ville de l'amour fraternel »). Les parents d'Anthony Benezet quoique proches des quakers sont affiliés au Frères moraves. John Stephen Benezet rallie le mouvement dit du Grand réveil fondé par John Wesley et animé par le prédicateur itinérant George Whitefield. Il tenté sans succès d'ouvrir une école de formation professionnelle pour les Afros-Américains à Nazareth sur le fleuve Delaware,,,.
Anthony Benezet a 18 ans. Sur place avec trois de ses frères, il se lance dans le négoce et rejoint la communauté des quakers de Philadelphie  entrée facilitée grâce à une lettre de recommandation écrite par les quakers de Londres à leurs correspondants de Philadelphie,,.
Anthony Benezet est seul de sa famille à être quaker, son père et ses sœurs ont rejoint la congrégation des Frères moraves de Bethlehem, ses frères se convertissent à l'anglicanisme,.
En 1742, grâce à une dotation de son père, Anthony Benezet se fait construire une demeure en brique sur la Chestnut Street (Philadelphie) (en) où il demeure jusqu'en 1754, année où il quitte l'enseignement pour aller s'installer à Burlington.

### Carrière

#### La réforme sociale par l'éducation

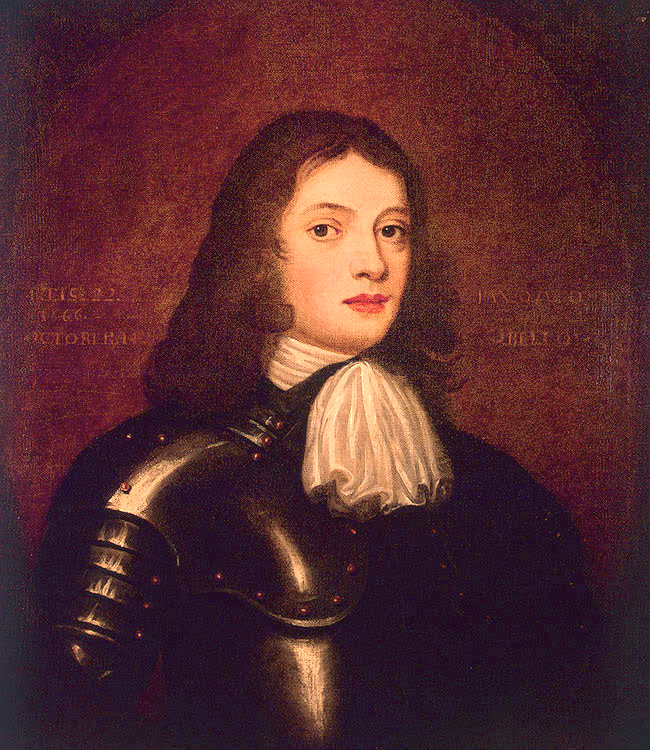
William Penn.

D'une santé fragile, Anthony Benezet consulte son ami le médecin  Benjamin Rush et sur ses conseils, il suit un régime végétarien comme son ami Benjamin Lay.
Après une expérience dans une manufacture à Wilmington dans le Delaware Anthony Benezet prend conscience que cette activité n'est pas pour lui, qu'il lui faut s'orienter vers une métier plus conforme à sa constitution physique. Son amour des livres le conduit en 1739 à devenir enseignant car, en dehors de son amour des livres, il pense que l'éducation offre un moyen de réformer une société de plus en plus compétitive et qu'un quaker en plus de ses devoirs envers Dieu, a le devoir d'éduquer les jeunes. Il commence à enseigner au sein de la Germantown Academy, située dans un quartier de Philadelphie, Germantown fondée par Francis Daniel Pastorius en 1701, mais mal rémunéré il écrit à Israel Pemberton Jr. (en) pour qu'il puisse obtenir un poste au sein d'une école tenue par des quakers, sa candidature est acceptée, il est engagé par la William Penn Charter School (en) comme professeur de littérature et de latin, emploi qu'il occupe de 1742 à 1754,,,,.

#### L'importance de l'éducation
Anthony Benezet est convaincu par les enjeux de l'éducation pour former une meilleure société, en 1758 écrit à Samuel Fothergill (en) en visite dans la Province de Pensylvanie « Si le gouvernement du monde doit être guidé par la sagesse alors l'éducation de la jeunesse doit être prioritaire et il y faut porter une attention particulière ». Il invite les quakers à mettre leur fortune au service de l'éducation de la jeunesse. Il déplore également que la première personne qui sait lire et écrire puisse enseigner et réclame une professionnalisation des enseignants. Ses protestations et déclarations aboutissent en 1777 à la création par les quakers d'une commission de 14 membres pour s'atteler à la l'organisation et la gestion de l'éducation à Philadelphie, Anthony Benezet est nomme président de cette commission.

#### Enseigner autrement
À l'époque d'Anthony Benezet l'école est un lieu d'ennui et de sévérité, les élèves doivent répéter par cœur les leçons des enseignants, en cas de fautes, de manque d'attention les punitions corporelles sont monnaie courante par l'utilisation de la badine ou de la cravache. La première chose que fait Anthony Benezet en entrant dans sa salle de classe est de briser les badines et cravaches et de les jeter ; il aménage des temps de récréation et quand il doit punir ce sont des punitions réparatrices,.

#### Une éducation inclusive

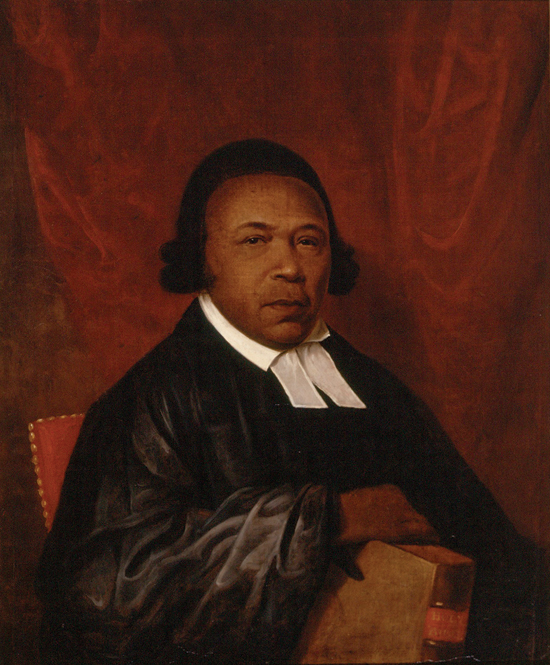
Absalom Jones.

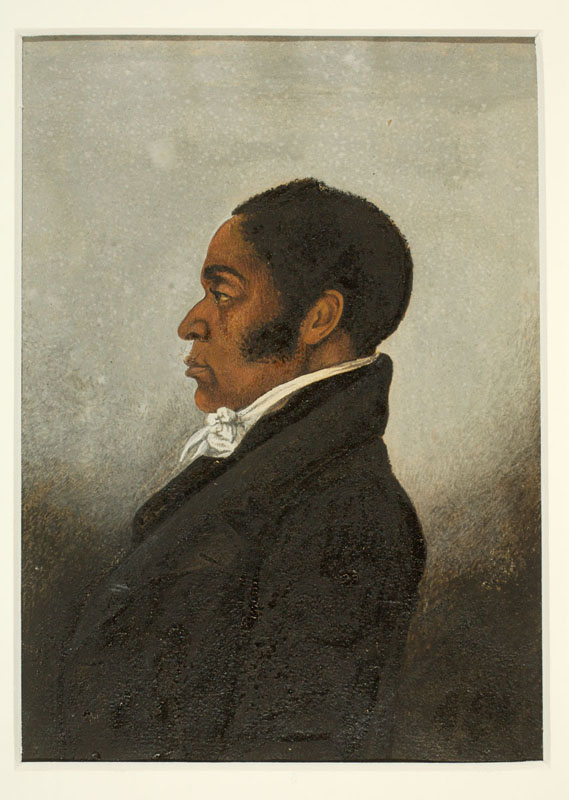
James Forten.

Conforté dans ses compétences d'enseignant, Anthony Benezet se tourne vers les filles écartées d'un enseignement de qualité semblable à celui donné au garçons et vers les Afro-Américains qui sont maintenus en général dans l'analphabétisme ou n'accèdent qu'à des rudiments scolaires. Il a la ferme conviction que chaque enfant doit pouvoir accéder à l'éducation quel que soit son sexe ou sa « race ». C'est ainsi qu'en 1755, il ouvre le premier établissement d'enseignement secondaire pour jeunes filles à Philadelphie,,,.
Un jour, une femme afro-américaine affranchie se tient devant l'entrée de la maison d'Anthony Benezet, elle lui présente son enfant et lui dit « Monsieur Benezet, je voudrais que mon fils puisse aller à l'école, mais il n'y a pas d'école pour les enfants noirs, pourriez-vous m'aider ? ». C'est ainsi qu'Anthony Benezet commence à donner des cours chez lui pour des enfants afro-américains impatients d'apprendre à lire et à écrire. Au bout de 20 ans de cours privés, en 1770, Anthony Benezet convainc les quakers que les Afro-Américains ont les mêmes capacités intellectuelles que les Blancs et donc de financer l'ouverture d'une école pour eux. L'école ouvre ses portes durant l'été 1770, dans un premier temps, elle s'appelle la Friends School for Black People pour ensuite s'appeler l’African Free School, école qui aura notamment pour élèves Absalom Jones et James Forten, des pionniers du mouvement des droits civiques,,,.

#### Le pédagogue
Son expérience d'enseignant auprès de divers publics l’amène à s'intéresser à la manière d'enseigner, à la pédagogie et à rédiger  A First Book for Children (1778), Essay on Grammar (1779) et le Pennsylvania Spelling Book (1782). Il préconise un enseignement différencié adapté aux différentes compétences des élèves, une pédagogie basée non pas sur des principes, des théories mais sur la pratique, la rencontre des élèves pour valoriser leurs capacités individuelles, les degrés de compréhension selon l'âge, pédagogie innovante pour l'époque,,.

#### L'abolitionniste

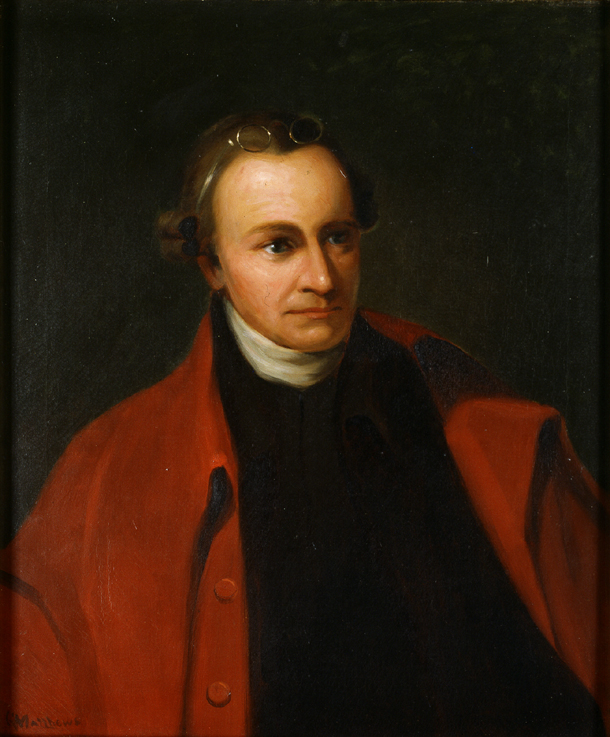
Patrick Henry.

##### L'esclavage légitimé

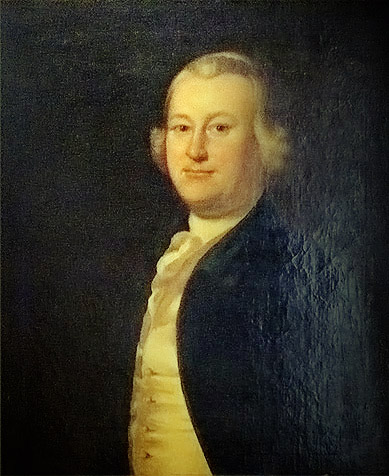
James Otis.

Du temps d'Anthony Benezet l’esclavagisme était légitimé par la majorité des auteurs de philosophie sociale Hugo Grotius, John Locke, Thomas Hobbes, au nom d'un ordre voulu par Dieu et / ou d'une supériorité des races. Montesquieu se distingue en affirmant « Comme tous les hommes naissent égaux, l'esclavage doit être considéré contre nature »,.

##### L'esclavage controversé
Des auteurs comme James Otis, Patrick Henry et Thomas Paine mettent en parallèle les droits et revendications des colons des Treize Colonies et ceux des Afro-Américains, l'égalité des droits naturels ne concerne t-il pas aussi bien les Blancs que les Noirs ?  En 1758, l'Assemblée annuelle des quakers (en) interdit aux propriétaires d'esclaves d'exercer des responsabilités au sein de leurs diverses congrégations ou de les représenter. Tous ces débats sont contemporains d'Anthony Benezet et l'ont influencé,.

##### La croisade d'Anthony Benezet

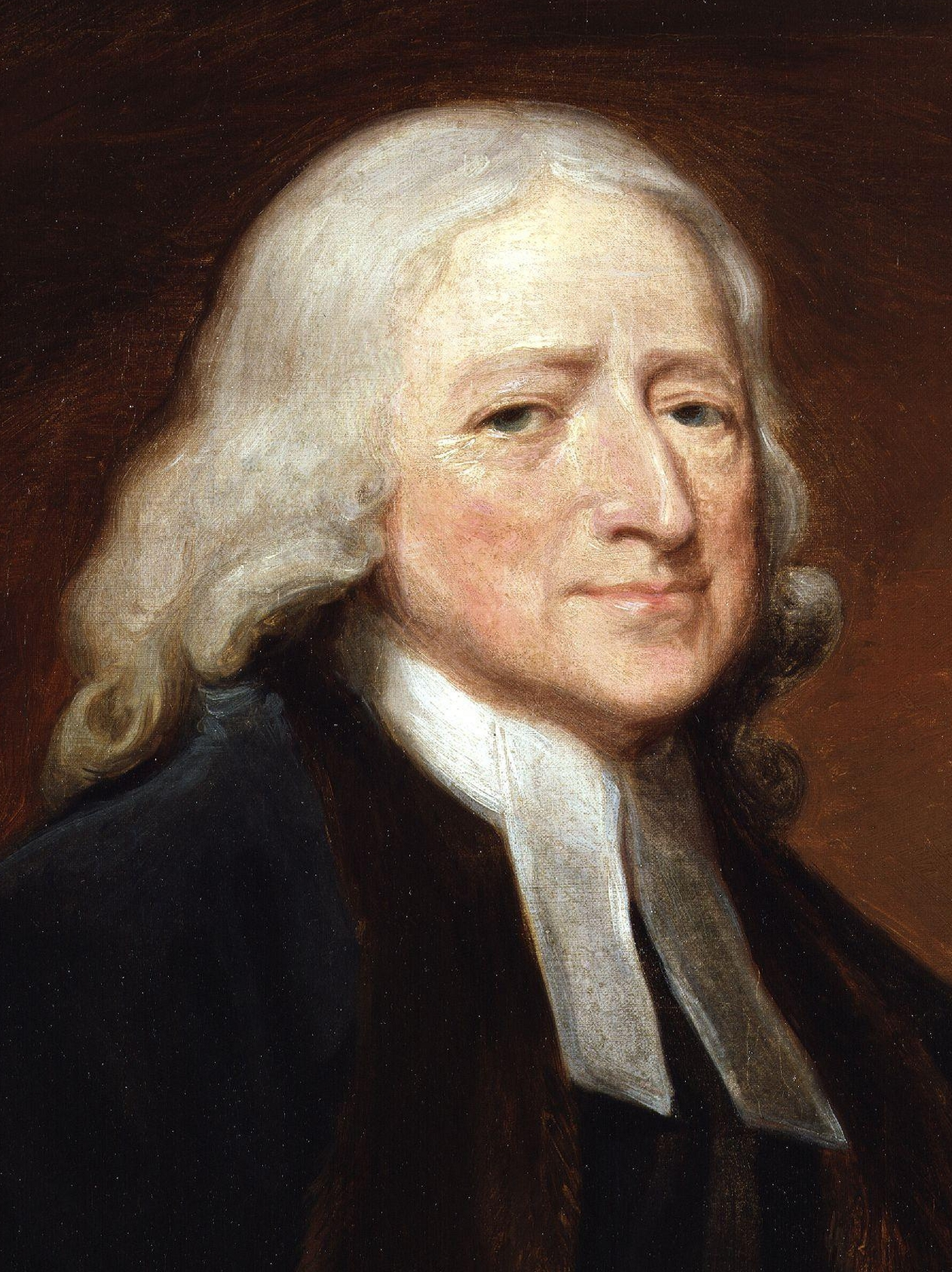
John Wesley.

Dès 1755, Anthony Benezet continue la plaidoirie abolitionniste inaugurée par Francis Daniel Pastorius et George Keith (missionary) (en) et continuée par Benjamin Lay et John Woolman en publiant des pamphlets, le premier d'entre eux est Observations on the inslaving, importing, and purchasing of Negroes en 1760, suivi de A Short Account of that Part of Africa, Inhabited by the Negroes en 1762 puis en 1767 A caution to Great Britain and her colonies, in a short representation of the calamitous state of the enslaved Negroes in the British dominions qui est également diffusé en Europe. Ce dernier pamphlet dénonce l'esclavage comme une menace contre la paix, la prospérité, le bien-être des sociétés où il est prévalent, qu'il est « contraire aux préceptes des évangiles et à la raison et aux sentiments humains »,. 

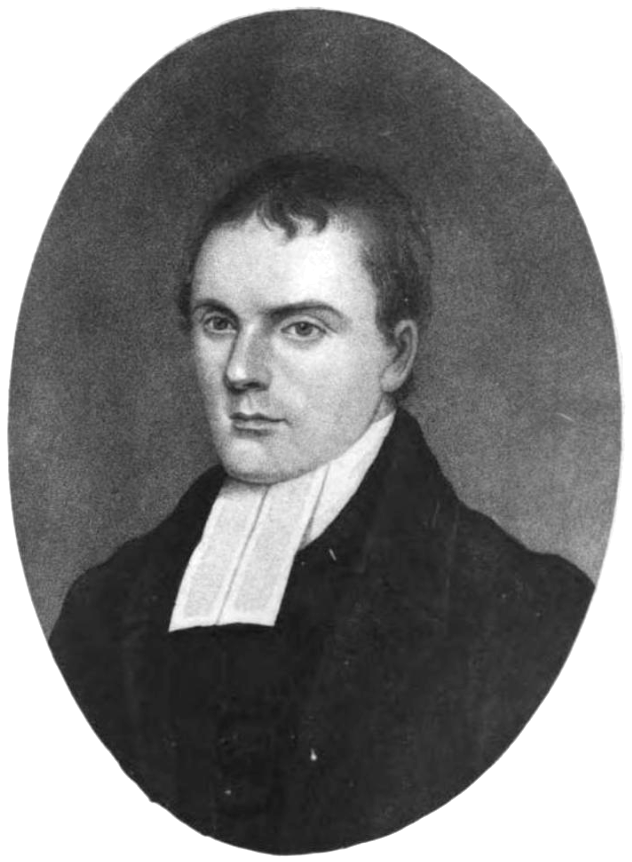
George Keith.

Deux ans après avoir créé l'école pour les jeunes afro-américains, Anthony Benezet reprend sa croisade auprès des quakers pour abolir l'esclavage. Il légitime l'abolitionnisme en répétant un principe biblique « Tous les hommes sont égaux devant Dieu » , qu'ils sont tous à l'image de Dieu. Anthony Benezet s'appuie également l'enseignement du Grand réveil où John Wesley dit et écrit son aversion toutes les formes d'esclavage qu'il juge inconciliable avec tout « degré de justice ou de miséricorde », il est pour une interdiction de « L'achat ou la vente des corps et des âmes d'hommes, de femmes et d'enfants avec l'intention de les réduire en esclavage », il condamne l'esclavage comme confiscation de droits fondamentaux « L'esclavage est un état dans lequel ni les biens, ni la liberté, ni la vie d'un homme ne sont à sa disposition ». Tout comme John Wesley, Anthony Benezet a la ferme conviction que le commerce des esclaves est diabolique, que l'esclavage est un affront à la liberté et au droit d'être libéré comme des droits absolus donnés à chaque humain qu'il soit Blanc, Noir ou Amérindien,,,,.
Anthony Benezet rallie à sa cause deux figures de la communauté des quakers Benjamin Lay et John Woolman. Les trois écrivent et prêchent partout leur conviction, leur aversion  de la traite négrières et l'esclavage. Anthony Benezet envoie des manifestes et des pamphlets comme Some Historical Account of Guinea à différentes personnalités telles que John Wesley, Benjamin Franklin, Granville Sharp, l'abbé Guillaume-Thomas Raynal, John et Samuel Fothergill (en)  afin d'assurer leurs diffusion aussi bien dans la Nouvelle  Angleterre, qu'en Angleterre et sur le continent européen,,,,,.

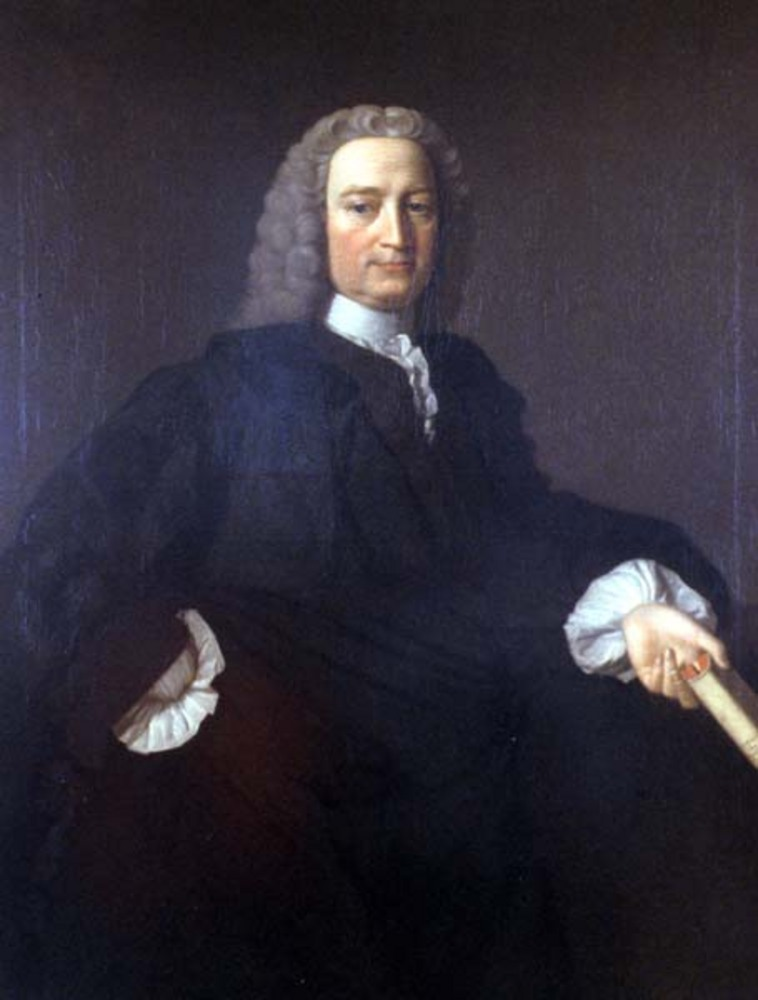
Francis Hutcheson.

Anthony Benezet étoffe sa démarche abolitionniste en s’appuyant sur divers auteurs comme Montesquieu, Francis Hutcheson  et George Wallace (advocate) (en), juristes qui affirment qu'aucun homme ne peut avoir le droit d'asservir un autre humain et que tout humain naît libre, à ces fondements rationnels il ajoute que contrevenir au droit naturel c'est transgresser également la loi divine. Parallèlement, il se lance dans une enquête quasi ethnologique où compile tous les différents rapports et études faits par des explorateurs français notamment les écrits de Jean Barbot, britanniques, néerlandais sur les différents peuples d'Afrique. Son enquête lui permet de réfuter la prétendue supériorité des européens sur les africains qui leur seraient inférieurs en utilisant un argument les peuples ne produisent que ce dont ils ont besoin et que les cultures africaines sont à comprendre vis à vis de territoires aux ressources abondantes. Il est admis que les différents écrits d'Anthony Benezet jettent les bases de l'historiographie africaine,,.
En 1772, l'Assemblée annuelle des quakers demande à tous leurs membres de désavouer l'esclavage et d'affranchir leurs esclaves.
Sur l'initiative d'Anthony Benezet est fondée en 1775 la première société abolitionniste du monde la Society for Promoting the Abolition of Slavery, and for the Relief of Free Negroes qui devient en 1784 la Pennsylvania Society for Promoting the Abolition of Slavery and for the Relief of Free Negroes Unlawfully Held in Bondage, plus connue sous le nom de Pennsylvania Abolition Society en février 1784,,.
Sur l'insistance d'Anthony Benezet, en 1780, l'Assemblée générale de Pennsylvanie promulgue le Act for the Gradual Abolition of Slavery (en)  qui a pour but de mettre progressivement fin à l'esclavage dans l'État de la Pennsylvanie, c'est la première loi abolitionniste du monde prise par un état démocratique,,.

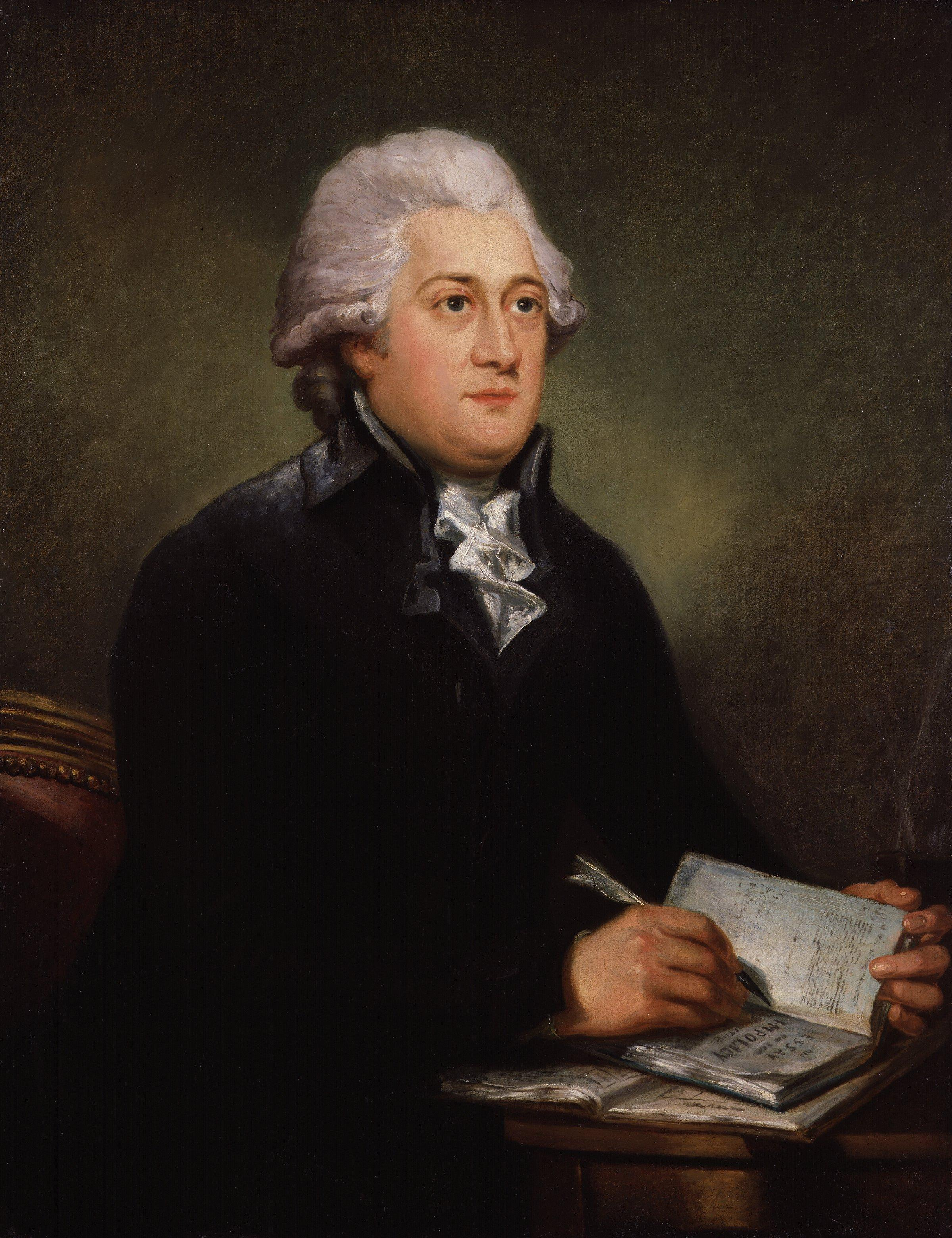
Thomas Clarkson.

Selon C. G. Woodson l'œuvre à retenir d'Anthony Benezet quant à l'abolitionnisme est Some historical account of Guinea : its situation, produce, and the general disposition of its inhabitants : with an inquiry into the rise and progress of the slave trade, its nature, and lamentable effects, parce qu'après sa lecture Thomas Clarkson a consacré sa vie à l'abolitionnisme en Grande-Bretagne pour convertir l'opinion publique britannique à la cause anti-esclavagiste, combat qui conduit à la création de la Society for the Mitigation and Gradual Abolition of Slavery Throughout the British Dominions en 1823 dont le travail aboutit à l'adoption par le Parlement du Royaume-Uni du Slavery Abolition Act 1833 qui abolit l’esclavage dans la plupart des colonies britanniques et affranchit plus de 800 000 Africains réduits en esclavage dans les Caraïbes, en Afrique australe et en petit nombre au Canada,,.

#### L'accueil des Acadiens
Après le traité d'Utrecht de 1713 les Acadiens, descendants de Français installés dans la Nouvelle Écosse, sont persécutés par les autorités britanniques qui confisquent leurs biens et les menacent de déportation, nombre d'entre eux fuit le Canada pour rejoindre la Louisiane. En 1755, quatre navires arrivent à Philadelphie, trois d'entre eux transportent 460 Acadiens prisonniers à leur bord, sous la surveillance d'un navire de la Royal Navy. Les déportés acadiens sont débarqués, la capitainerie de Philadelphie après avoir constatés qu'ils sont porteurs de la variole les mets en quarantaine et les refoule. Anthony Benezet qui a connu l'exil alerte la communauté des quakers afin de les visiter et de les secourir  « Nous devons à bord pour examiner ce dont ces gens ont besoin et les aider. C'est notre devoir de Chrétiens de leur offrir toute notre assistance possible. ». L'épidémie passée, Anthony Benezet et d'autres quakers vont aider les Acadiens qui le souhaitent à prendre souche en Pennsylvanie,,,.

#### La défense des Amérindiens

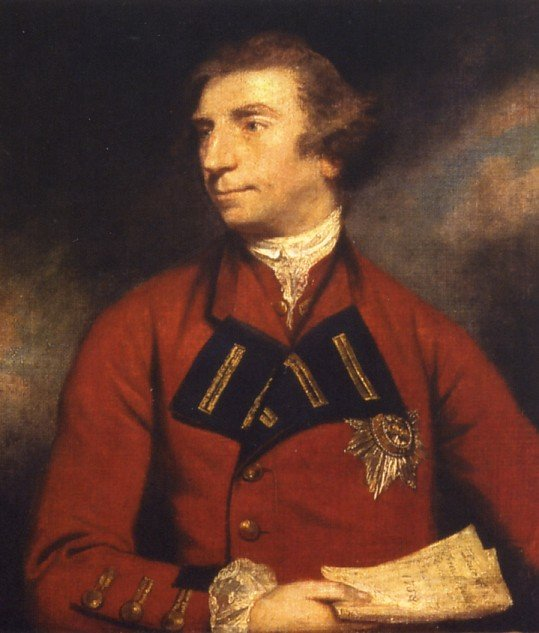
Jeffrey Amherst, 1st Baron Amherst.

Quand en 1763, le général Jeffery Amherst veut faire la guerre contre les amérindiens après la rébellion de Pontiac, Anthony Benezet lui envoie une adresse il lui abjure de renoncer à cette expédition militaire, d'éviter un bain de sang, de faire preuve de noblesse et d'humanité envers les amérindiens, peuple désespéré, de comprendre pourquoi ils se sont rebellés. Peu avant sa mort, Anthony Benezet rédige en 1784 Some observations on the situation, disposition, and character of the Indian natives of this continent où il consigne l'ensemble de ses arguments en faveur des amérindiens,,.

#### La guerre d'indépendance et le pacifisme
Quand la guerre d'Indépendance éclate en 1775, les quakers sont questionnés quant à leur pacifisme, quelle position prendre. Anthony Benezet qui est devenu un Ancien s'oppose à Samuel Wetherill qui prône l’allégeance au gouvernement des patriotes, ce qui est contraire au pacifisme des Quakers, il tente en vain d'établir un dialogue, Samuel Wetherill refuse tout compromis. Par ailleurs il ironise sur les insurgés qui revendiquent la liberté, dénoncent le joug de la tyrannie alors qu'eux-mêmes sont propriétaires d'esclaves. Il ne supporte pas l'hypocrisie de Benjamin Franklin ou de Patrick Henry qui s'opposent à l'esclavage tout en ayant encore des esclaves. En tant que pacifiste Anthony Benezet ne croit pas au sort des armes et songeant à la rébellion de Stono, et aux diverses communautés de « maroons » installées en Caroline du Sud, il redoute une confrontation possible à fin de la guerre entre les Blancs d'un côté et les Afro-Américains et Amérindiens de l'autre côté,,.

### Vie privée
En 1735, Anthony Benezet est naturalisé britannique.
En mai 1736, Anthony Benezet épouse Joyce Marriott une prédicatrice, issue d'une famille de quakers influente de Burlington et la petite fille d'une des éminentes figures des quakers de Pensylvanie le médecin Griffith Owen. Le couple donne naissance à deux enfants, Mary en 1737 et Anthony en 1743, qui l'une comme l'autre meurent en bas âge,,,,.
Anthony Benezet meurt de vieillesse le 3 mai 1784. Lors de son enterrement, une procession de plusieurs centaines de personnes accompagne son cercueil jusqu’au cimetière quaker. On ignore à ce jour l'emplacement de sa tombe,,.
Lors de l'ouverture de son testament, Anthony Benezet demande que la postérité se souvienne de lui comme étant « Anthony Benezet, un professeur de la Free School for the Black People de Philadelphie ». Il lègue ses biens aux pauvres et donne ses livres à la bibliothèque des quakers,,.

## Œuvres: opuscules et pamphlets
- Observations on the inslaving, importing, and purchasing of Negroes : with some advice thereon, extracted from the Epistle of the yearly-meeting of the people called Quakers, held at London in the year 1748, Germantown, Pennsylvanie, C. Sower, 1760, 16 p. (lire en ligne),
- A Short Account of that Part of Africa, Inhabited by the Negroes, Philadelphie, 1762, 50 p. (ISBN 9781333089443, lire en ligne),
- A caution to Great Britain and her colonies, in a short representation of the calamitous state of the enslaved Negroes in the British dominions, Philadelphie & Londres, 1767, 46 p. (OCLC 504843402, lire en ligne),
- Collection of religious tracts : viz. On the spirit of prayer. On war, and its repugnancy to the Christian life, &c. &c. Christian piety freed from delusion, &c. Daily conversation with God, illustrated in the life of A. Nicolas. A representation of the Negro-trade, &c. Account of the plague in 1665., Philadelphie, Henry Miller, 1767, ? (OCLC 62807824),
- Some Historical Account of Guinea, Its Situation, Produce, and the General Disposition of Its Inhabitants An Inquiry into the Rise and Progress of the Slave Trade, Its Nature and Lamentable Effects, Philadelphie, J. Crukshank, 1771, 153 p. (ISBN 9781406547726, lire en ligne),
- The Mighty Destroyer Displayed, in Some Account of the Dreadful Havock Made by the Mistaken Use as Well as Abuse of Distilled Spirituous Liquors, Philadelphie, Joseph Crukshank, 1774, 54 p. (ISBN 9781391684000, lire en ligne),
- Thoughts on the nature of War, & c, Philadelphie, n.c., 1776, 24 p. (OCLC 977037441)
- A First Book for Children, Philadelphie, Joseph Crukshank, 1778, 32 p. (OCLC 835894287)
- An Essay towards the most easy Introduction to the Knowledge of the English Grammar, Philadephie, 1779, 12 p. (OCLC 80477570),
- A Short Account Of The People Called Quakers: Their Rise, Religious Principles And Settlement In America, Philadelphie, Joseph Crukshank, 1780, 48 p. (ISBN 9781330512746, lire en ligne),
- Notes on the Slave Trade, &c., Philadelphie, 1781, 8 p. (lire en ligne),
- The Pennsylvania spelling-book, or Youth's friendly instructor and monitor: on an easy plan, for exciting the attention, and facilitating the instruction of children and others, in spelling and reading; and acquainting them with the essential parts of orthography, pointing, &c. As also, training their minds to early sentiments of piety and virtue, Providence, Rhode-Island, Bennett Wheeler, 1782, 12 p. (OCLC 960077435),
- (fr) Observations sur l'origine, les principes, et l'etablissement en Amerique, de la societé connue sous la denomination de Quakers [« Short Account of the People called Quakers. »], Londres, Jacques Phillips, 1783, 60 p. (OCLC 85878576, lire en ligne)
- Some observations on the situation, disposition, and character of the Indian natives of this continent, Philadelphie, Joseph Crukshank, 1784, 74 p. (ISBN 9781846376795, lire en ligne),
- A Caution to Great Britain and Her Colonies, Philadelphia & Londres, James Phillips, 1784, 48 p. (ISBN 9781360719627, lire en ligne),
- The Case of Our Fellow-Creatures, the Oppressed Africans: Respectfully Recommended to the Serious Consideration of the Legislation of Great-Britain, by the People Called Quakers, Londres, James Phillips, 1784, 20 p. (ISBN 9780656394074, lire en ligne),
- Thomas I White (dir.), The plainness and innocent simplicity of the Christian religion, with its salutary effects, compared to the corrupting nature and dreadful effects of war, with some account of the blessings which attend on a spirit influenced by divine love, producing peace and good will to men, Dublin, Tract Association of members of the Society of Friends, 1835, 36 p. (OCLC 810489244)
- Anthony Benezet & John Wesley, Views of American Slavery: Taken a Century Ago, Philadelphie, Association of Friends for the Diffusion of Religious and Useful Knowledge, 1858, 152 p. (ISBN 9781331179887, lire en ligne),
- David L. Crosby (dir.), The Complete Antislavery Writings of Anthony Benezet, 1754-1783: An Annotated Critical Edition, Baton Rouge, Galoisienne, Louisiana State University Pres, 16 avril 2014, 304 p. (ISBN 9780807154755),

## Archives
Les archives d'Anthony Benezet sont déposées et consultables auprès de la bibliothèque du Tri-College Consortium de la Pennsylvanie.

## Hommages

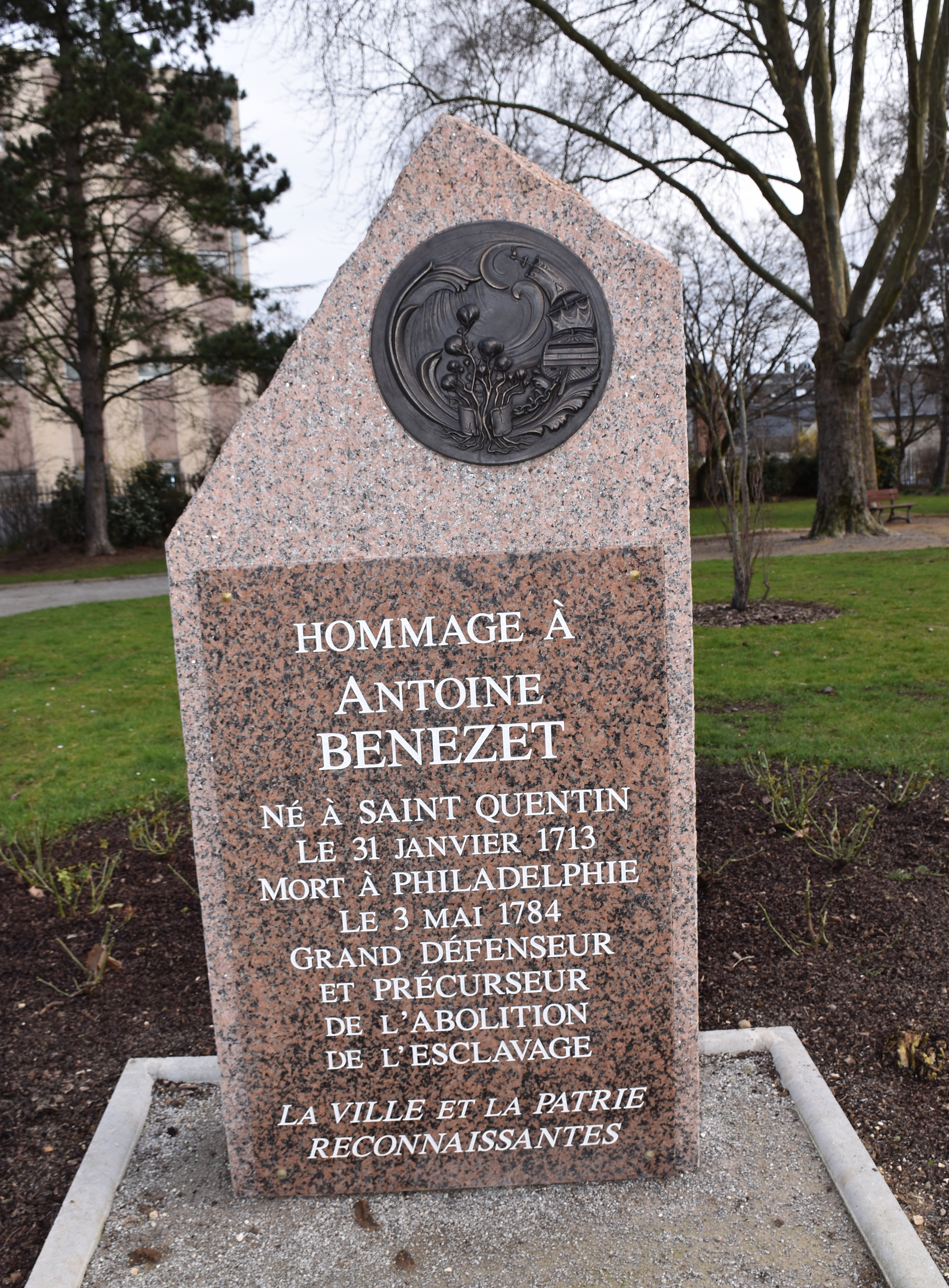
Hommage à Antoine Bénézet par sa ville natale.

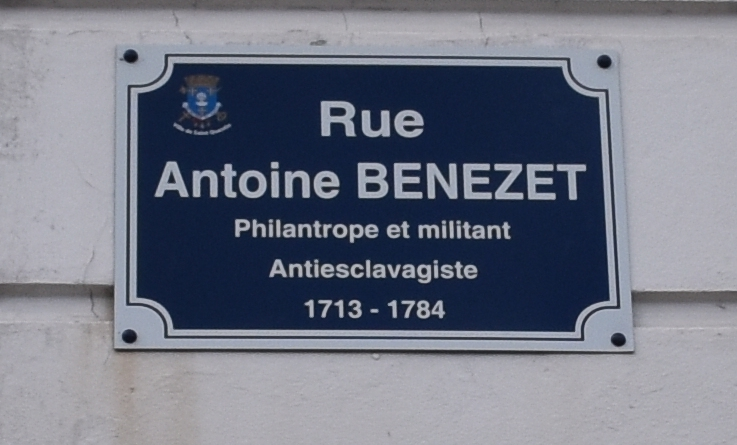
Plaque de la rue Antoine Bénézet.

La ville de Saint-Quentin lui a dédié une rue et un monument.